# 11758 Sargent
A 11758 Sargent (ideiglenes jelöléssel 4035 P-L) a Naprendszer kisbolygóövében található aszteroida. Cornelis Johannes van Houten,  Ingrid van Houten-Groeneveld és Tom Gehrels fedezte fel 1960. szeptember 24-én.